# Rutzenham
Rutzenham osztrák község Felső-Ausztria Vöcklabrucki járásában. 2018 januárjában 298 lakosa volt, amivel a tartomány legkisebb községe.

## Elhelyezkedése

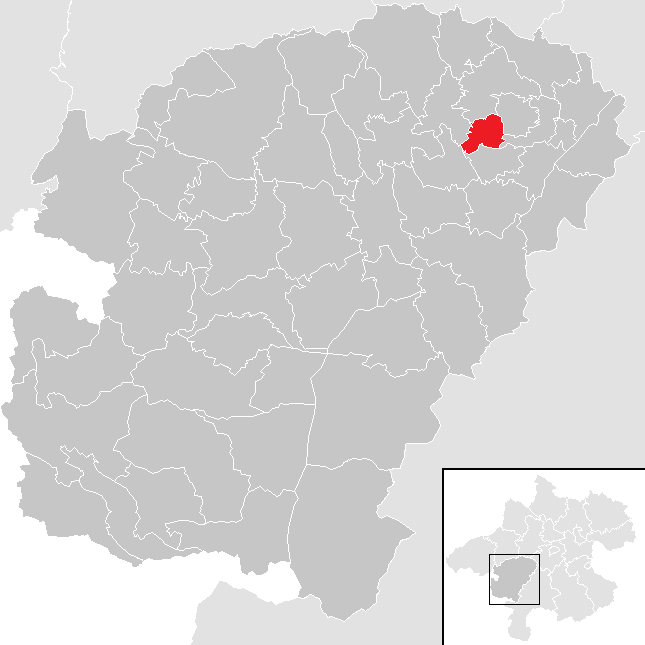
Rutzenham a Vöcklabrucki járásban

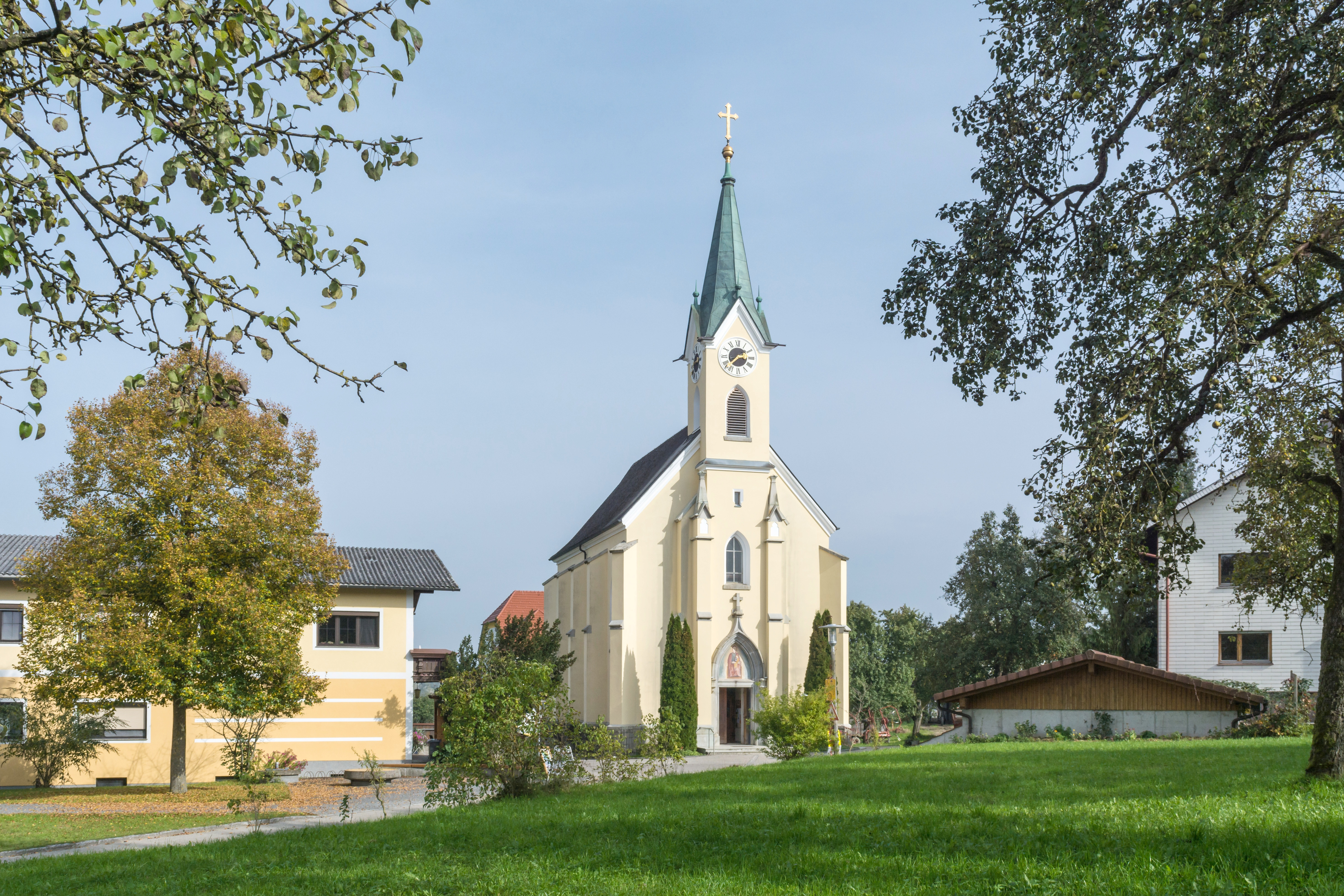
Bach temploma

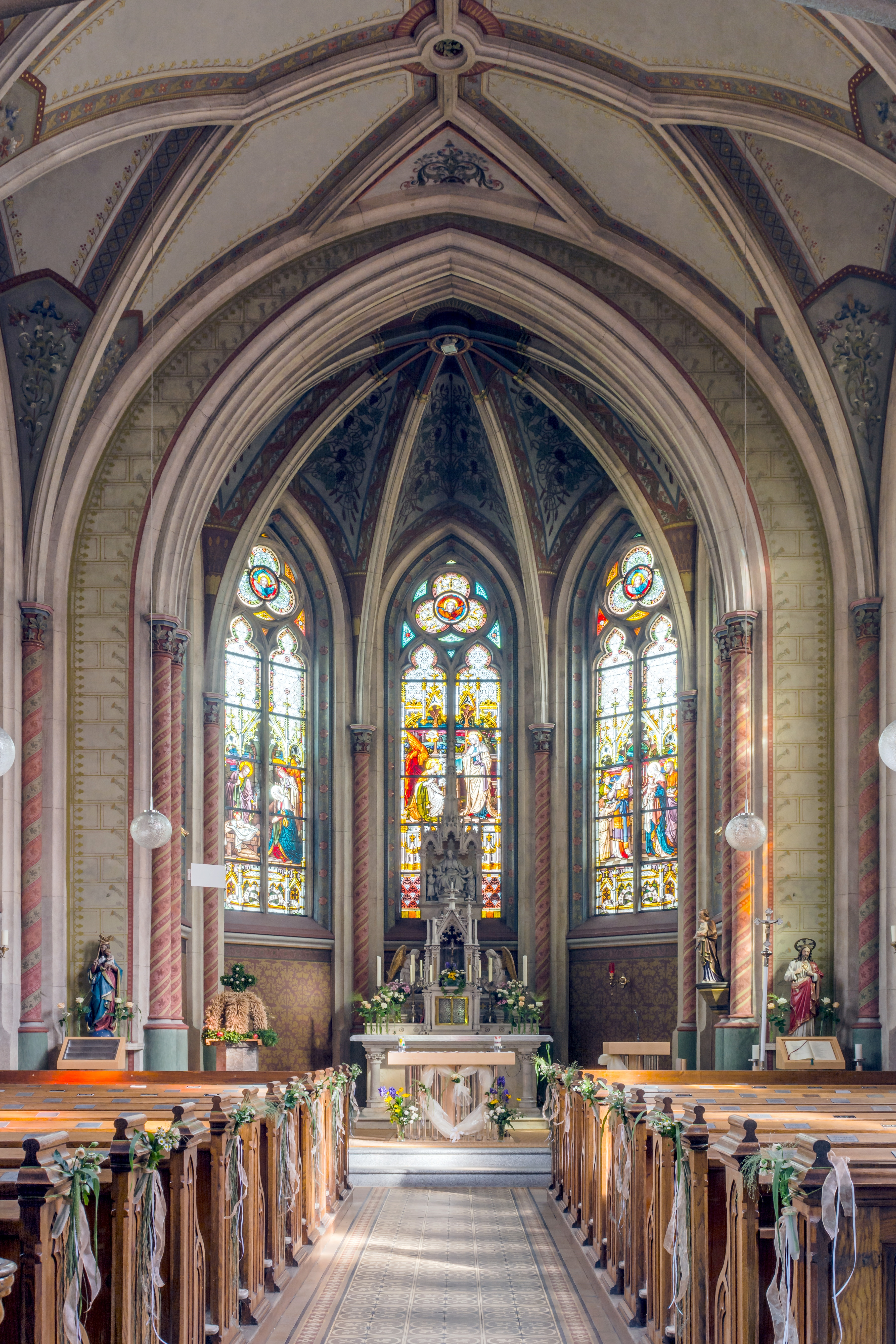
A templom belső tere

Rutzenham Felső-Ausztria Hausruckviertel régiójában fekszik. Legfontosabb folyóvizei a Schwanenbach és a Weissbach. Területének 20,8%-a erdő, 72,9% áll mezőgazdasági művelés alatt. Az önkormányzat 7 falut és településrészt egyesít: Anzental (40 lakos 2018-ban), Bach (126), Bergern (44), Kirchdorf (31), Mühlparz (14), Pichl (7) és Rutzenham (36).
A környező önkormányzatok: északra Atzbach, északkeletre Pitzenberg, keletre Oberndorf bei Schwanenstadt, délre Pühret, délnyugatra Pilsbach, északnyugatra Manning.  Pitzenberg, Pühret és Oberndorf bei Schwanenstadt közös polgármesteri hivatalt tart fenn. 

## Története
Rutzenham területe eredetileg a Bajor Hercegség keleti határvidékén feküdt, a 12. században került át Ausztriához. Az Osztrák Hercegség 1490-es felosztásakor az Enns fölötti Ausztria része lett. 
A napóleoni háborúk során a falut több alkalommal megszállták.
A köztársaság 1918-as megalakulásakor Rutzenhamot Felső-Ausztria tartományhoz sorolták. Miután Ausztria 1938-ban csatlakozott a Német Birodalomhoz, az Oberdonaui gau része lett; a második világháború után visszakerült Felső-Ausztriához.

## Lakosság
A rutzenhami önkormányzat területén 2018 januárjában 298 fő élt. A lakosságszám 2001 óta gyarapodó tendenciát mutat. 2016-ban a helybeliek 94%-a volt osztrák állampolgár; a külföldiek közül 1,4% a régi (2004 előtti), 1,8% az új EU-tagállamokból érkezett. 1,4% a volt Jugoszlávia (Szlovénia és Horvátország nélkül) vagy Törökország, 1,4% egyéb országok polgára. 2001-ben a lakosok 90,6%-a római katolikusnak, 5,1% evangélikusnak, 1,3% pedig felekezeten kívülinek vallotta magát. 

## Látnivalók
- Bach temploma 1899-ben épült neogótikus stílusban

## Fordítás
- Ez a szócikk részben vagy egészben  a   Rutzenham című német Wikipédia-szócikk ezen változatának fordításán alapul.  Az eredeti cikk szerkesztőit annak laptörténete sorolja fel. Ez a jelzés csupán a megfogalmazás eredetét és a szerzői jogokat jelzi, nem szolgál a cikkben szereplő információk forrásmegjelöléseként.